# Milaan-San Remo 1966
De wielerwedstrijd Milaan-San Remo 1966 werd gereden op zondag 20 maart 1966. Het parcours van deze 57e editie was 288 km lang. De winnaar legde de afstand af in 6 uur, 40 minuten en 40 seconden met een gemiddelde van 43,128 kilometer per uur.
De nog niet eens 21–jarige Eddy Merckx, een "zeer talentvolle Belg, die door insiders een grote toekomst is voorspeld", won voor de eerste maal de Primavera. Hij haalde het in de spurt van tien andere renners. Huub Zilverberg (9e) was de beste Nederlander.

## Deelnemende ploegen
| Deelnemende ploegen | Deelnemende ploegen | Deelnemende ploegen   | Deelnemende ploegen |
| ------------------- | ------------------- | --------------------- | ------------------- |
| Peugeot-BP-Michelin | Salvarani           | Dr. Mann-Grundig      | Molteni             |
| Legnano-Pirelli     | Filotex             | Mercier-BP-Hutchinson | Sanson              |
| TeleVizier-Batavus  | Bianchi             | Ford-Hutchinson       | Pelforth-Sauvage    |
| Solo-Superia        | Vittadello          | Wiel's-Groene Leeuw   | Ferrys              |
| Kamome-Dilecta      | Mainetti            | Romeo-Smiths          | KAS-Kaskol          |

## Wedstrijdverloop
De koers wordt opengebroken door een aanval van Guido Carlesi in de aanloop naar de Passo del Turchino. Met nog ruim honderd kilometer voor de wielen pakt een groep van acht hem terug met daarin Felice Gimondi, waarna anderen weten terug te komen. Op de Capo Berta is er een aanval van vier: de Italianen Michele Dancelli, Guido de Rosso, Roberto Poggiali en de Fransman Désiré Letort. In de aanloop naar de Poggio sluiten veertien man aan bij de vier. Grote afwezigen in deze groep zijn favorieten als Vittorio Adorni en Gimondi.
Op de Poggio probeert Raymond Poulidor nog weg te rijden, maar hij krijgt geen ruimte. Op twee kilometer lijkt Herman Vanspringel de sprint te ontlopen vanwege besluiteloosheid bij zijn achtervolgers, maar ook hij wordt teruggepakt. Merckx wint de koers na een korte sprint; na een nederlaag in Parijs-Nice een paar weken eerder was hij ervan overtuigd dat hij met Adriano Durante en Dancelli geen lange sprint moest doen.

## Uitslag
| Milaan–San Remo 1966 |                     |                       |          |
| Plaats               | Naam                | Ploeg                 | Tijd     |
| Winnaar              | Eddy Merckx         | Peugeot-BP-Michelin   | 6u40'40" |
| 2                    | Adriano Durante     | Salvarani             | z.t.     |
| 3                    | Herman Vanspringel  | Dr. Mann-Grundig      | z.t.     |
| 4                    | Michele Dancelli    | Molteni               | z.t.     |
| 5                    | Adriano Passuello   | Legnano-Pirelli       | z.t.     |
| 6                    | Rolf Maurer         | Filotex               | z.t.     |
| 7                    | Raymond Poulidor    | Mercier-BP-Hutchinson | z.t.     |
| 8                    | Franco Balmamion    | Sanson                | z.t.     |
| 9                    | Hubertus Zilverberg | Televizier-Batavus    | z.t.     |
| 10                   | Roberto Poggiali    | Bianchi               | z.t.     |
| 11                   | Lucien Aimar        | Ford-Hutchinson       | z.t.     |
| 12                   | Guido de Rosso      | Molteni               | + 29"    |
| 13                   | Andre Foucher       | Pelforth-Sauvage      | z.t.     |
| 14                   | Armand Desmet       | Solo-Superia          | z.t.     |
| 15                   | Robert Lelangue     | Solo-Superia          | z.t.     |
| 16                   | Severino Andreoli   | Vittadello            | + 52"    |
| 17                   | Vito Taccone        | Vittadello            | + 56"    |
| 18                   | Bruno Centomo       | Legnano-Pirelli       | + 1'02"  |
| 19                   | Raffaele Marcoli    | Sanson                | z.t.     |
| 20                   | Joseph Huysmans     | Dr. Mann-Grundig      | z.t.     |